# Сражение край Рамна
Сражението край Рамна е бой между четата на Вътрешната македоно-одринска революционна организация, начело с Апостол войвода и османски аскер.

## Сражението
Апостол войвода разделя голямата си чета на няколко отряда през въстанието. На 9 септември отрядът от 63 четници, на който той е войвода, влиза в сражение в полето със 110 войници край село Рамна, Ениджевардарско в което загиват един четник и един войник. След четири дни, на 12 септември четите на Апостол, Иванчо Карасулията и кукушката чета на Гоце Нисторов, общо 103 души, се сражават на връх Гъндач в планината Паяк с 1200 турски войници.